# لی (دهانه ال‌کیو۰۷)
لی یک دهانه برخوردی در ماه‌ است.